# Североамериканский кубок наций по футболу
Североамериканский кубок наций (англ. North American Nations Cup/исп. Copa de Naciones Norteamericana), ранее называемый Чемпионат САФК (англ. NAFC Championship) или Кубок САФК исп. Copa NAFC) — североамериканский международный футбольный турнир, проводившийся в 1940-х и 1990-х годах XX века.

## История
Турнир был организован созданной в 1946 году Североамериканской футбольной конфедерацией. Первый розыгрыш был впервые проведён в Гаване в 1947 году и в нём участвовали все три члена конфедерации — Мексика, Куба и США. Победителем первого турнира стала Мексика. Второй розыгрыш кубка был проведён в 1949 году, одновременно являясь квалификацией чемпионата мира.
В 1990 году турнир был воссоздан Североамериканским футбольным союзом под названием Североамериканский кубок наций. Куба не участвовала в розыгрыше, а её место заняла Канада. Было проведено два турнира, пока в 1992 году США и Мексика не приняли решение вместо Кубка наций участвовать в Кубке Амистад.

## Розыгрыши
| Год  | Победитель | Второе место | Третье место |
| ---- | ---------- | ------------ | ------------ |
| 1947 | Мексика    | Куба         | США          |
| 1949 | Мексика    | США          | Куба         |
| 1990 | Канада     | Мексика      | США          |
| 1991 | Мексика    | США          | Канада       |